# Andersonoplatus saviniae
Andersonoplatus saviniae es una especie de escarabajo del género Andersonoplatus, familia Chrysomelidae. Fue descrita científicamente por Linzmeier & Konstantinov en 2018.
Habita en Venezuela.

## Descripción
La longitud del cuerpo es de 2,54–3,02 mm y ancho 1,18–1,40 mm, brillante con abundante pelaje. A. saviniae es de color pardo claro, con élitros más oscuros.